# チェーザレ・ソデーロ
チェーザレ・ソデーロ（Cesare Sodero, 1886年8月2日 - 1947年12月16日）は、イタリア出身の指揮者、作曲家。
ナポリに生まれる。地元の音楽院でチェロとピアノを学び、作曲をジュゼッペ・マルトゥッチに師事。1906年にアメリカに渡り、オスカー・ハマースタイン1世の経営する劇場のピット・オーケストラの首席奏者となった。また、フィラデルフィアやシカゴ等でオペラの指揮をするようになり、1914年から1925年までエジソン・フォノグラフ・カンパニーの専属指揮者を務めた。1925年からNBCでオペラやコンサートの放送に参加し、1933年から1942年までメンデルスゾーン・グリー・クラブの指揮者を務めた。1942年からメトロポリタン歌劇場のイタリア・オペラ担当の指揮者に抜擢された。
ニューヨークにて死去。

## 註
| スタブアイコン | サブスタブ | この項目は、まだ閲覧者の調べものの参照としては役立たない、人物に関連した書きかけの項目です。この項目を加筆・訂正などしてくださる協力者を求めています（P:人物伝/PJ:人物伝）。 |